# Umeå, Skellefteå och Piteå valkrets
Umeå, Skellefteå och Piteå valkrets var i valen till andra kammaren 1896–1908 en egen valkrets med ett mandat. Valkretsen, som utgjordes av städerna Umeå stad, Skellefteå stad och Piteå stad men inte den omgivande landsbygden, avskaffades vid införandet av proportionellt valsystem i valet 1911. Umeå fördes då till Västerbottens läns södra valkrets, Skellefteå till Västerbottens läns norra valkrets och Piteå till Norrbottens läns södra valkrets. 

## Riksdagsmän
- Jesper Crusebjörn, vilde (1897–1902)
- Albin Ahlstrand, lib s (1903–1911)

## Valresultat

### 1896
| Andrakammarvalet i Sverige 1896: Umeå, Skellefteå och Piteå städers valkrets | Andrakammarvalet i Sverige 1896: Umeå, Skellefteå och Piteå städers valkrets | Andrakammarvalet i Sverige 1896: Umeå, Skellefteå och Piteå städers valkrets | Andrakammarvalet i Sverige 1896: Umeå, Skellefteå och Piteå städers valkrets | Andrakammarvalet i Sverige 1896: Umeå, Skellefteå och Piteå städers valkrets |
| Kandidat                                                                     | Kandidat                                                                     | Röster                                                                       | Röster                                                                       | Röster                                                                       |
| Kandidat                                                                     | Kandidat                                                                     | Antal                                                                        | %                                                                            | +− %                                                                         |
| ---------------------------------------------------------------------------- | ---------------------------------------------------------------------------- | ---------------------------------------------------------------------------- | ---------------------------------------------------------------------------- | ---------------------------------------------------------------------------- |
|                                                                              | Jesper Crusebjörn                                                            | 276                                                                          | 70,6                                                                         |                                                                              |
|                                                                              | J. Håkansson i Piteå                                                         | 95                                                                           | 24,3                                                                         |                                                                              |
|                                                                              | Övriga kandidater                                                            | 20                                                                           | 5,1                                                                          | —                                                                            |
| Antal giltiga röster                                                         | Antal giltiga röster                                                         | 391                                                                          |                                                                              |                                                                              |
| Kasserade röster                                                             | Kasserade röster                                                             | 0                                                                            |                                                                              |                                                                              |
| Totalt                                                                       | Totalt                                                                       | 391                                                                          |                                                                              |                                                                              |

Valkretsen hade 7 382 invånare den 31 december 1895, varav 752 eller 10,2 % var valberättigade. 391 personer deltog i valet, ett valdeltagande på 52,0 %.

### 1899
| Andrakammarvalet i Sverige 1899: Umeå, Skellefteå och Piteå städers valkrets | Andrakammarvalet i Sverige 1899: Umeå, Skellefteå och Piteå städers valkrets | Andrakammarvalet i Sverige 1899: Umeå, Skellefteå och Piteå städers valkrets | Andrakammarvalet i Sverige 1899: Umeå, Skellefteå och Piteå städers valkrets | Andrakammarvalet i Sverige 1899: Umeå, Skellefteå och Piteå städers valkrets |
| Kandidat                                                                     | Kandidat                                                                     | Röster                                                                       | Röster                                                                       | Röster                                                                       |
| Kandidat                                                                     | Kandidat                                                                     | Antal                                                                        | %                                                                            | +− %                                                                         |
| ---------------------------------------------------------------------------- | ---------------------------------------------------------------------------- | ---------------------------------------------------------------------------- | ---------------------------------------------------------------------------- | ---------------------------------------------------------------------------- |
|                                                                              | Jesper Crusebjörn                                                            | 242                                                                          | 57,5                                                                         | ▼13,1                                                                        |
|                                                                              | J. Håkansson i Piteå                                                         | 89                                                                           | 21,1                                                                         | ▼3,2                                                                         |
|                                                                              | Nyqvist i Umeå                                                               | 86                                                                           | 20,4                                                                         |                                                                              |
|                                                                              | Övriga kandidater                                                            | 4                                                                            | 1,0                                                                          | —                                                                            |
| Antal giltiga röster                                                         | Antal giltiga röster                                                         | 421                                                                          |                                                                              |                                                                              |
| Kasserade röster                                                             | Kasserade röster                                                             | 0                                                                            |                                                                              |                                                                              |
| Totalt                                                                       | Totalt                                                                       | 421                                                                          |                                                                              |                                                                              |

Valet hölls den 15 september 1899. Valkretsen hade 7 509 invånare den 31 december 1898, varav 791 eller 10,5 % var valberättigade. 421 personer deltog i valet, ett valdeltagande på 53,2 %.

### 1902
| Andrakammarvalet i Sverige 1902: Umeå, Skellefteå och Piteå städers valkrets | Andrakammarvalet i Sverige 1902: Umeå, Skellefteå och Piteå städers valkrets | Andrakammarvalet i Sverige 1902: Umeå, Skellefteå och Piteå städers valkrets | Andrakammarvalet i Sverige 1902: Umeå, Skellefteå och Piteå städers valkrets | Andrakammarvalet i Sverige 1902: Umeå, Skellefteå och Piteå städers valkrets |
| Kandidat                                                                     | Kandidat                                                                     | Röster                                                                       | Röster                                                                       | Röster                                                                       |
| Kandidat                                                                     | Kandidat                                                                     | Antal                                                                        | %                                                                            | +− %                                                                         |
| ---------------------------------------------------------------------------- | ---------------------------------------------------------------------------- | ---------------------------------------------------------------------------- | ---------------------------------------------------------------------------- | ---------------------------------------------------------------------------- |
|                                                                              | Albin Ahlstrand                                                              | 223                                                                          | 42,4                                                                         |                                                                              |
|                                                                              | Bergendahl i Skellefteå                                                      | 179                                                                          | 34,0                                                                         |                                                                              |
|                                                                              | Nyqvist i Umeå                                                               | 123                                                                          | 23,4                                                                         | ▲3,0                                                                         |
|                                                                              | Övriga kandidater                                                            | 1                                                                            | 0,2                                                                          | —                                                                            |
| Antal giltiga röster                                                         | Antal giltiga röster                                                         | 526                                                                          |                                                                              |                                                                              |
| Kasserade röster                                                             | Kasserade röster                                                             | 0                                                                            |                                                                              |                                                                              |
| Totalt                                                                       | Totalt                                                                       | 526                                                                          |                                                                              |                                                                              |

Valet hölls den 1 september 1902. Valkretsen hade 8 119 invånare den 31 december 1901, varav 923 eller 11,4 % var valberättigade. 526 personer deltog i valet, ett valdeltagande på 57,0 %.

### 1905
| Andrakammarvalet i Sverige 1905: Umeå, Skellefteå och Piteå städers valkrets | Andrakammarvalet i Sverige 1905: Umeå, Skellefteå och Piteå städers valkrets | Andrakammarvalet i Sverige 1905: Umeå, Skellefteå och Piteå städers valkrets | Andrakammarvalet i Sverige 1905: Umeå, Skellefteå och Piteå städers valkrets | Andrakammarvalet i Sverige 1905: Umeå, Skellefteå och Piteå städers valkrets |
| Kandidat                                                                     | Kandidat                                                                     | Röster                                                                       | Röster                                                                       | Röster                                                                       |
| Kandidat                                                                     | Kandidat                                                                     | Antal                                                                        | %                                                                            | +− %                                                                         |
| ---------------------------------------------------------------------------- | ---------------------------------------------------------------------------- | ---------------------------------------------------------------------------- | ---------------------------------------------------------------------------- | ---------------------------------------------------------------------------- |
|                                                                              | Albin Ahlstrand                                                              | 461                                                                          | 72,3                                                                         | ▲29,9                                                                        |
|                                                                              | C. Lindholm i Skellefteå                                                     | 177                                                                          | 27,7                                                                         |                                                                              |
| Antal giltiga röster                                                         | Antal giltiga röster                                                         | 638                                                                          |                                                                              |                                                                              |
| Kasserade röster                                                             | Kasserade röster                                                             | 6                                                                            |                                                                              |                                                                              |
| Totalt                                                                       | Totalt                                                                       | 641                                                                          |                                                                              |                                                                              |

Valet hölls den 3 september 1905. Valkretsen hade 8 903 invånare den 31 december 1904, varav 984 eller 11,1 % var valberättigade. 641 personer deltog i valet, ett valdeltagande på 65,1 %.

### 1908
| Andrakammarvalet i Sverige 1908: Umeå, Skellefteå och Piteå städers valkrets | Andrakammarvalet i Sverige 1908: Umeå, Skellefteå och Piteå städers valkrets | Andrakammarvalet i Sverige 1908: Umeå, Skellefteå och Piteå städers valkrets | Andrakammarvalet i Sverige 1908: Umeå, Skellefteå och Piteå städers valkrets | Andrakammarvalet i Sverige 1908: Umeå, Skellefteå och Piteå städers valkrets |
| Kandidat                                                                     | Kandidat                                                                     | Röster                                                                       | Röster                                                                       | Röster                                                                       |
| Kandidat                                                                     | Kandidat                                                                     | Antal                                                                        | %                                                                            | +− %                                                                         |
| ---------------------------------------------------------------------------- | ---------------------------------------------------------------------------- | ---------------------------------------------------------------------------- | ---------------------------------------------------------------------------- | ---------------------------------------------------------------------------- |
|                                                                              | Albin Ahlstrand                                                              | 408                                                                          | 95,8                                                                         | ▲23,5                                                                        |
|                                                                              | Henning Biörklund (moderat)                                                  | 11                                                                           | 2,6                                                                          |                                                                              |
|                                                                              | Övriga kandidater                                                            | 7                                                                            | 1,6                                                                          | —                                                                            |
| Antal giltiga röster                                                         | Antal giltiga röster                                                         | 426                                                                          |                                                                              |                                                                              |
| Kasserade röster                                                             | Kasserade röster                                                             | 1                                                                            |                                                                              |                                                                              |
| Totalt                                                                       | Totalt                                                                       | 427                                                                          |                                                                              |                                                                              |

Valet hölls den 6 september 1908. Valkretsen hade 9 611 invånare den 31 december 1907, varav 1 114 eller 11,6 % var valberättigade. 427 personer deltog i valet, ett valdeltagande på 38,3 %.